# 山梨県道207号平沢千野線
山梨県道207号平沢千野線（やまなしけんどう207ごう ひらさわちのせん）は、山梨県甲州市を走る一般県道である。

## 概要

### 路線データ
- 起点：山梨県甲州市塩山平沢
- 終点：山梨県甲州市塩山千野（国道411号交点）

## 通過する自治体
- 山梨県甲州市

## 交差・接続する道路
- 国道411号（終点）

## 周辺
- 甲州市立玉宮小学校